# 34644 Yatinchandar
34644 Yatinchandar este o planetă minoră (asteroid) din centura de asteroizi. A fost descoperită pe 20 noiembrie 2000 la Experimental Test Site⁠(d) de Lincoln Near-Earth Asteroid Research. 
Obiectul prezintă o orbită caracterizată de o semiaxă mare de 2,4045661 UAi, o excentricitate de 0,16, o înclinație de 3,80822 ° în raport cu ecliptica.